# Újvár vára (Novszka)
Újvár vára (horvátul: Orešić grad) egy újkori erődítmény volt Horvátországban, a Bród-Szávamente megyei Novszka határában.

## Fekvése
A vár maradványai Novszka belterületének nyugati szélén, a Radnička utca utolsó házaitól mintegy 200 méterre délnyugatra, közvetlenül a Lipiket Jasenovaccal összekötő 47-es számú főút keleti oldalán találhatók.

## Története
Novszka vidéke 1231-től az 1530-as években bekövetkezett török hódításig a Tibold nembeli Szencsei család birtoka volt. Történelmi források említik, hogy a Szencseiek a törökök elleni védekezés céljából 1532-ben várat építettek ide, melyet a korabeli források Wywar, Vywar, Wyvar, Ujvar vagy szlávosan Novigrad néven említettek. Ez azonban néhány év múlva ellenség kezébe került, mivel akkori ura Szencsei II. Kristóf látva, hogy nem tudja megtartani a vagyonát 1540-ben engedett a nyomásnak és négy várát, köztük Újvárt is átadta a szultánnak.
A török hadjárat és a környék leghíresebb erődjének, Kraljeva Velika várának 1544-es eleste után Novszka vidéke is teljesen török fennhatóság alá került. Újvárat a neves horvát történész Gjuro Szabo a „Középkori várak Horvátországban és Szlavóniában” (Zágráb, 1920) című művében egyértelműen Novszkával azonosítja. Ezt megerősíti egy 1539-ből származó dokumentum, amelyben többek között megjegyzik, hogy „Szenchewywar” szilárd anyagból épült. Hogy Újvár a török uralom alatt milyen volt, azt C. de Jode 1593-ban készült színes rézmetszete mutatja, amely Horvátország többi részét mutatja be a 16. század végén történt török hódítások után. Novszka csak 1685-ben szabadult fel a török uralom alól, de ezután a várnak már nem volt jelentősége. Valószínűleg sorsára hagyták és köveit Novszka lakossága építkezéseihez hordta szét.

## A vár mai állapota
A vár a Brestača-pataktól nem messze épült, középső magasított fennsíkja csupán 1–1,5 m-rel emelkedik a környező szántóterület fölé, a központi magaslat körül pedig jól látható védőárok található, amelyet még mindig egész évben víz tölt meg. Korábban, mielőtt a környező mezőket vízelvezető csatornák szabályozták volna, a vár nagyon mocsaras és nehezen hozzáférhető terepen helyezkedett el. Védőárkát vagy a közeli Brestača-patakból, vagy talajvíz behatolásával töltötték fel vízzel. A központi magaslat négyzet alaprajzú, körülbelül 60 x 60 m méretű. A tégla falazat nyomai még láthatók a központi magaslat szélei mentén, és a teljes élfelület körülbelül 1,20 métert emelkedik a központi fennsíktól körülbelül 10 m szélességben (116,00 m tengerszint feletti magasságra emelkedve). A középső fennsík magasított pereme, amely alatt az épületek nyomai láthatók, az erőd nyugati, jobban megőrzött oldalán, míg a keleti oldalon a közelmúltbeli gazdasági épületek felépítése miatt hangsúlyosabb. A védőárok alakja követi a magaslat alaprajzát, szélessége körülbelül 15 méter. A bejárások során az árok mélységét a bőséges víz miatt nem mérték.
A délkeleti oldalt a közelmúltban kissé lesüllyesztették a központi dombhoz való jobb hozzáférés miatt, amelynek nyugati részén gyümölcsöst telepítettek, míg a keleti részt juhtenyésztésre használják. A vár körüli földterületeket intenzíven művelik, és nem lehet biztosan megállapítani, hogy a várat eredeti formájában földsánc védte-e. A korábbi években a vártól nyugatra lévő szántóföldön vas számszeríj nyílhegyeket gyűjtöttek. A szóbeli hagyomány szerint Mária Terézia idejében épülettéglákat szállítottak el erről a helyről.
A helyszínhez vezető út, a mai Radnička utca és folytatása egykor a nagy középkori erőd Kraljeva Velika főútja volt. Az út akkor vesztette el jelentőségét, amikor Mária Terézia 1758 és 1770 között megépítette a Banova Jaruga - Bród főutat (az úgynevezett Krajiška cestát), amely mentén megkezdődött a lakosság intenzív betelepítése.